# Harjumaa
Harjumaa (też: Prowincja Harju, est. Harju maakond) – jedna z 15 prowincji w Estonii, znajdująca się w północnej części kraju. Jej siedzibą jest Tallinn, również stolica kraju.

## Podział administracyjny
Prowincja jest podzielona na 16 gmin:
Gminy miejskie:
1. Keila
2. Loksa
3. Maardu
4. Paldiski
5. Tallinn

Gminy wiejskie:
1. Anija
2. Harku
3. Jõelähtme
4. Kiili
5. Kose
6. Kuusalu
7. Lääne-Harju
8. Raasiku
9. Rae
10. Saku
11. Saue
12. Viimsi

Wcześniej, przed reformą administracyjną w 2017 roku, była podzielona na 24 gminy:
- Miejskie: Keila, Loksa, Maardu, Paldiski, Saue, Tallinn
- Wiejskie: Aegviidu, Anija, Harku, Jõelähtme, Keila, Kernu, Kiili, Kose, Kuusalu, Kõue, Nissi, Padise, Raasiku, Rae, Saku, Saue, Vasalemma, Viimsi

## Galeria

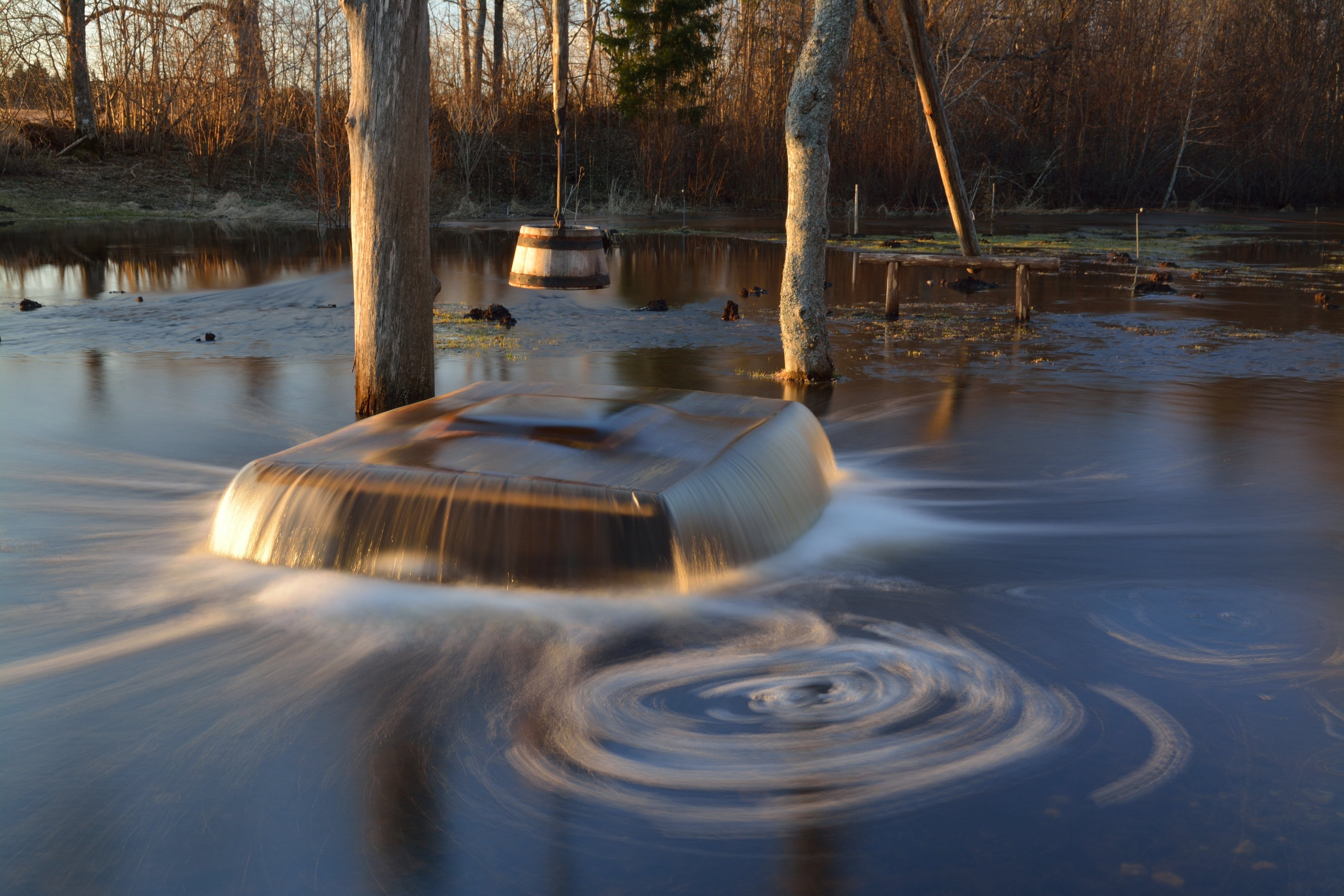
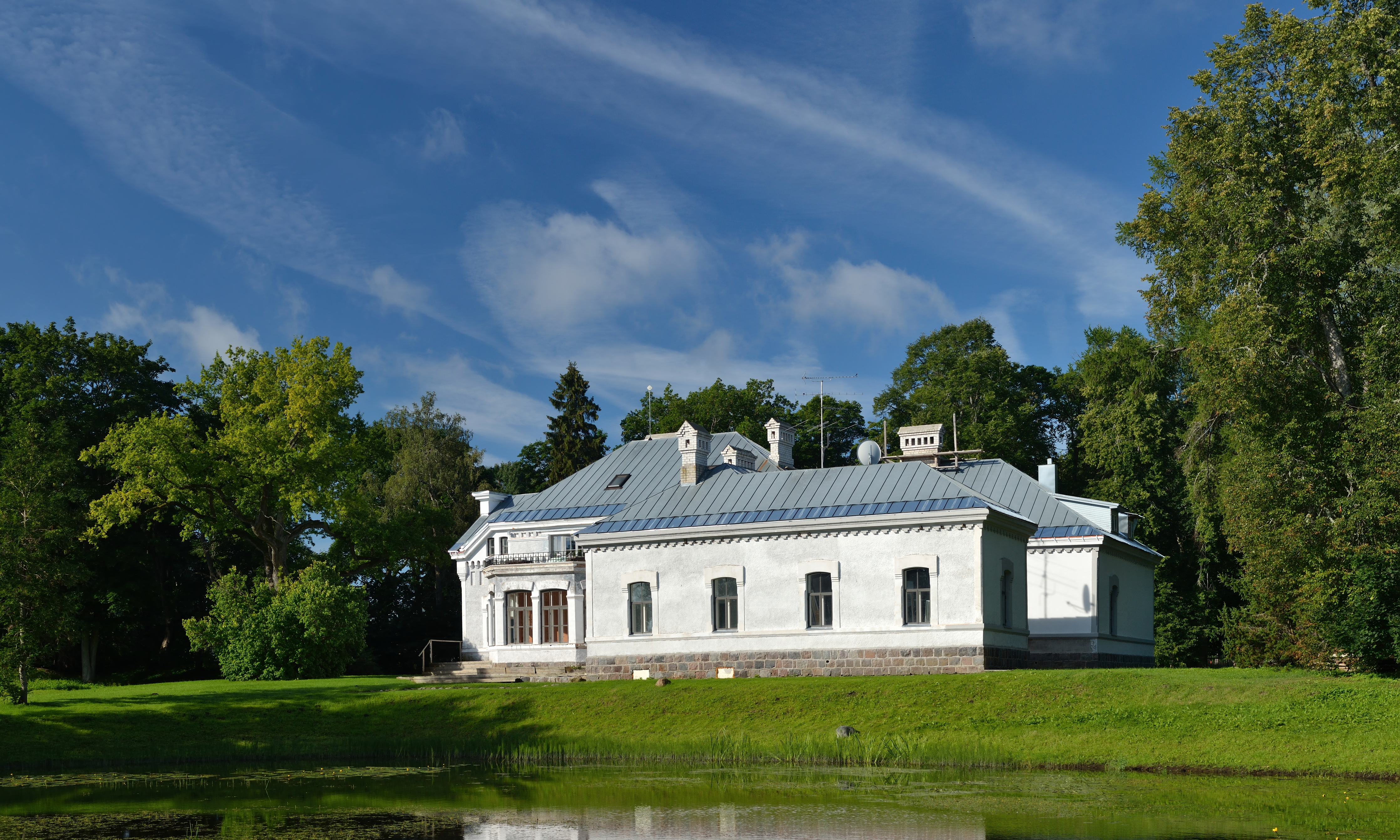
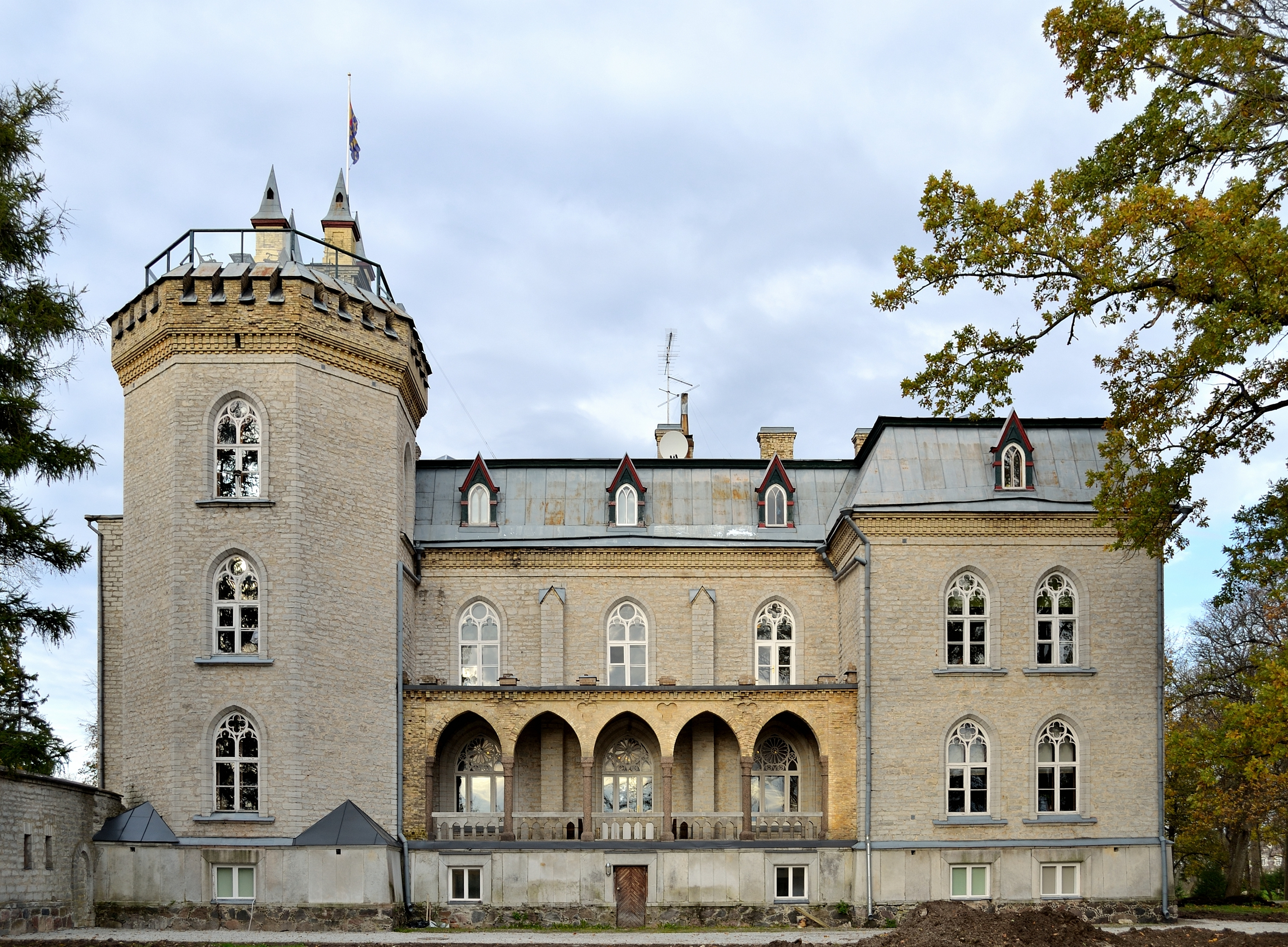
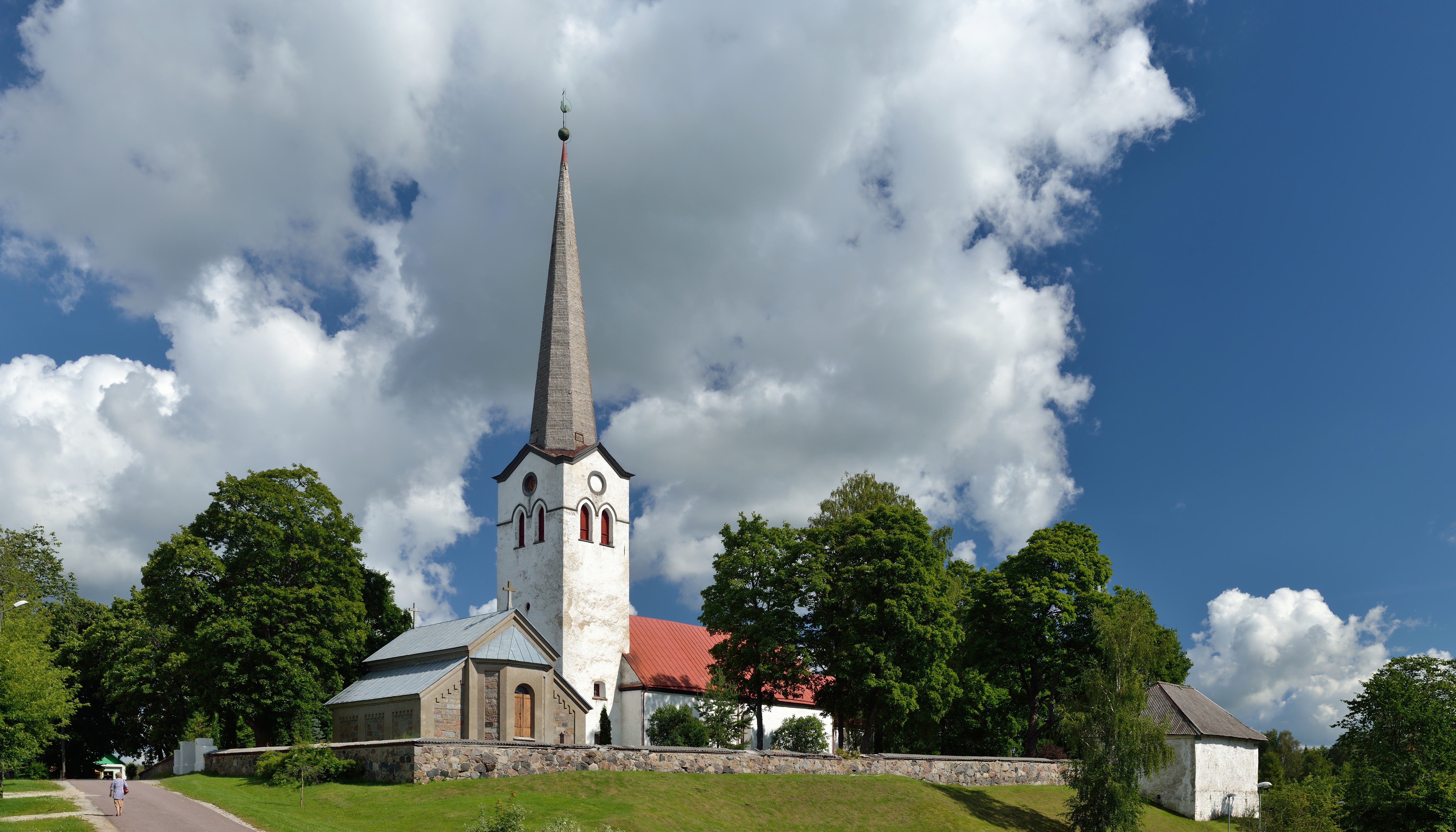
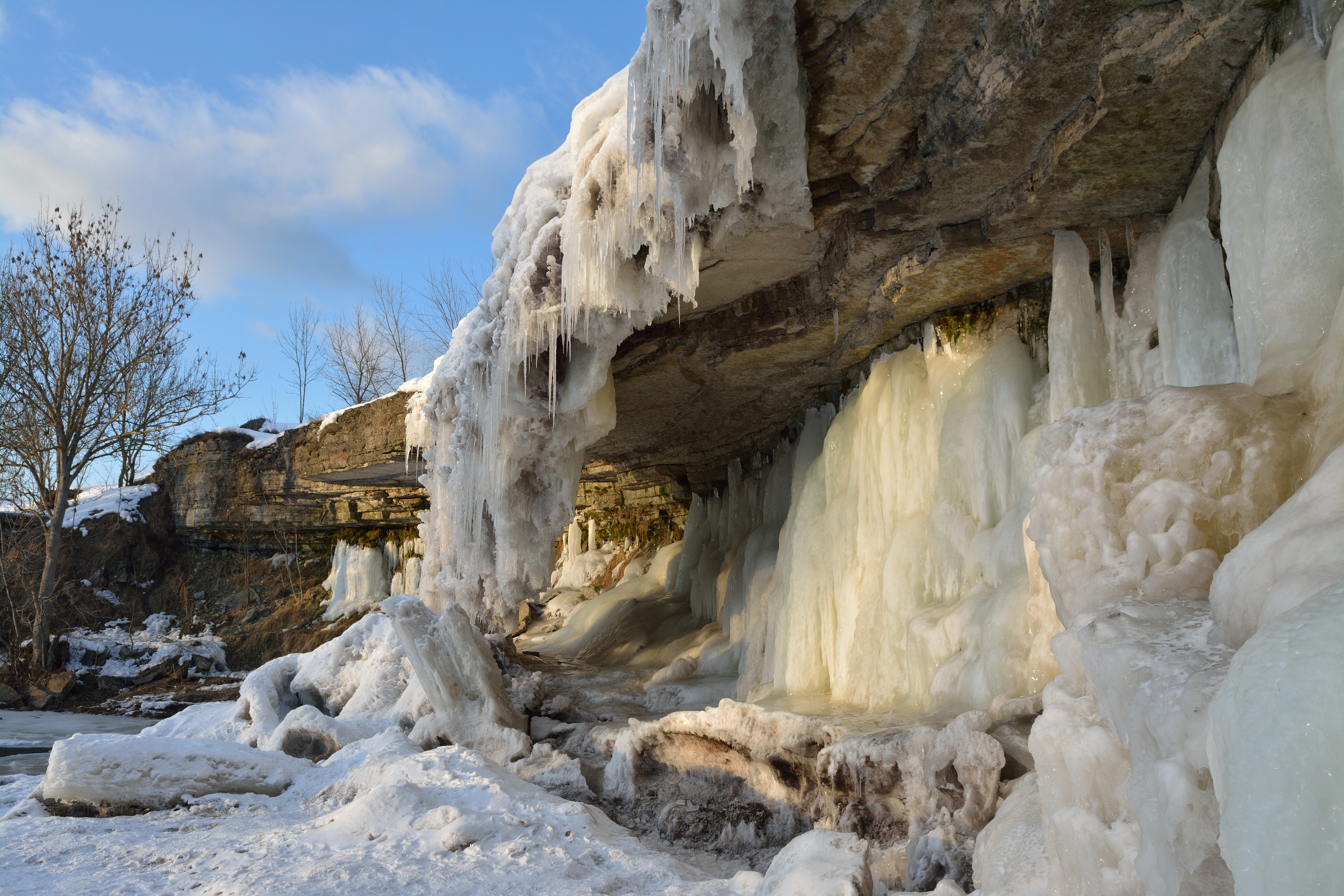
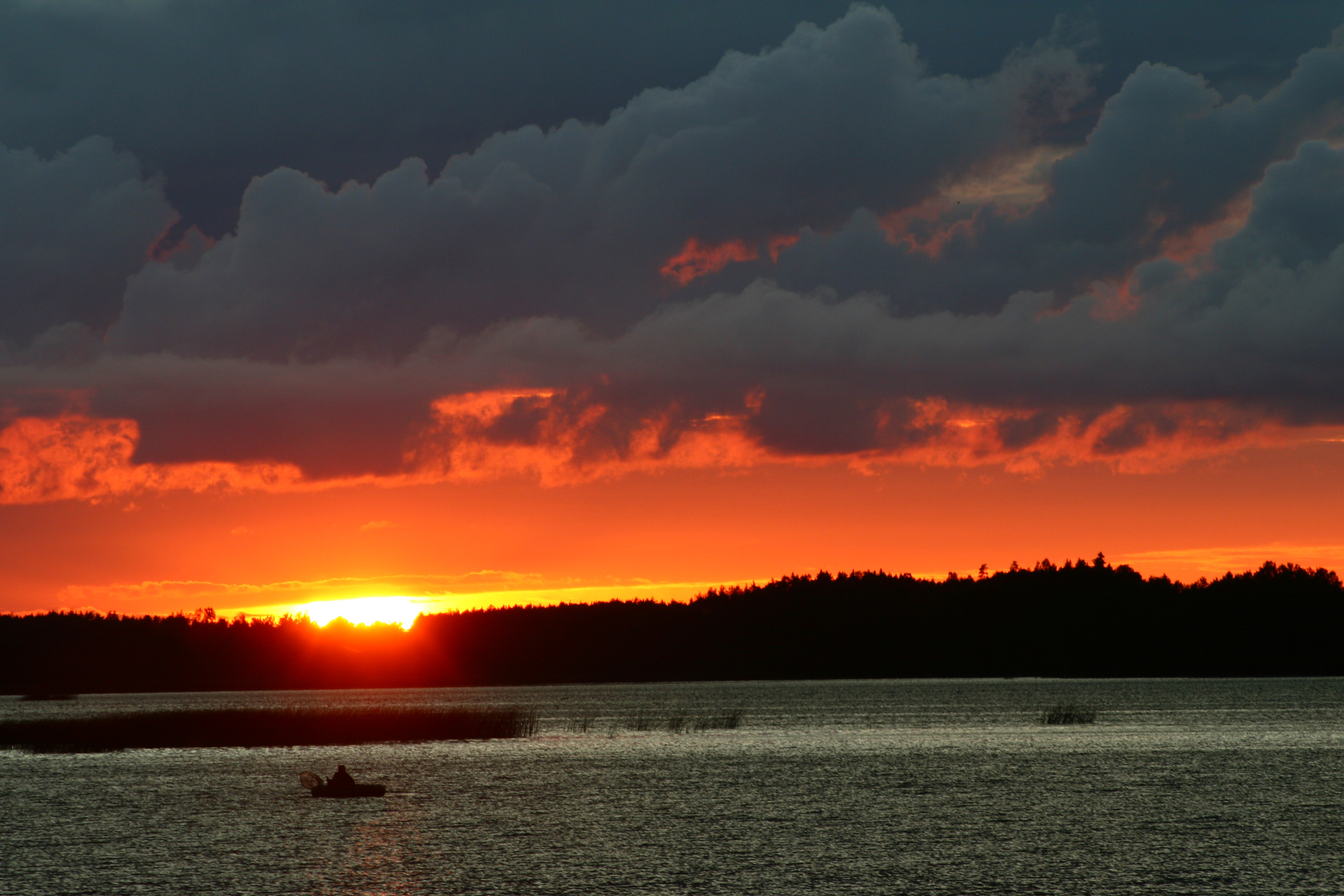
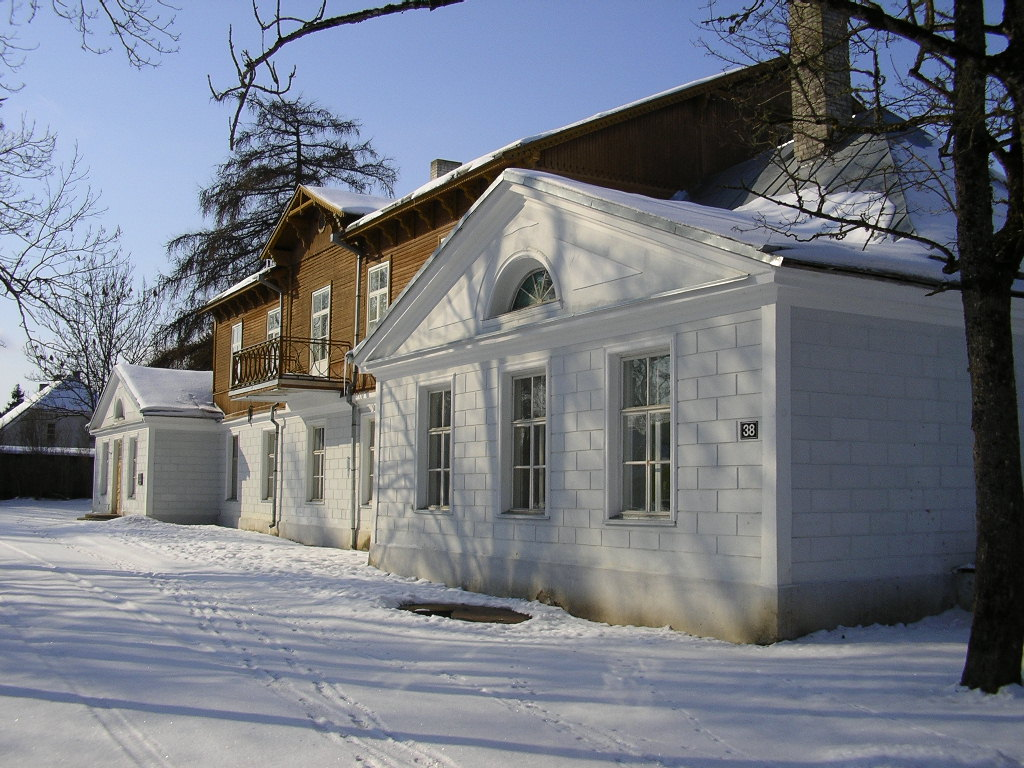